# Valpolicella Ripasso
Valpolicella Ripasso ist ein Rotwein aus dem norditalienischen Weinbaugebiet Valpolicella in der Region Veneto. Er wird mit einer besonderen Methode, dem Ripasso, hergestellt. Ripasso bedeutet wörtlich übersetzt „erneuter Durchgang“. Er ist als Denominazione di origine controllata (DOC) klassifiziert.

## Verfahren
Im Weinbaugebiet Valpolicella werden hierfür junge, vergorene Valpolicella-Rotweine auf den Trester des Amarone gegeben, wodurch es zu einer erneuten Gärung (2. Durchgang) kommt. Hierdurch nimmt er den typischen, etwas rosinenartigen und leicht bitteren Geschmack des Amarone an, gewinnt Farbe und Alkohol, ist aber deutlich leichter und auch preiswerter. Seit dem Jahr 2010 gibt es den DOC-Wein Valpolicella Ripasso. Die Denominazione wurde zuletzt am 7. März 2014 aktualisiert. Die Produktion der nach der Ripasso-Methode hergestellten Valpolicella-Weine steigt stetig und betrug 2013 bereits 25 Millionen Flaschen, während von dem Valpolicella DOC nur noch 20 Millionen Flaschen verkauft wurden.

## Geschichte
Am 30. September 1964 wurde von dem Weingut Masi in Gargagnago erstmals in Venezien ein Wein geerntet, der nach dem Ripasso-Verfahren behandelt und anschließend als „Campofiorin Masi Ripasso“ in den Verkauf gebracht wurde. Ziel des Verfahrens war es, dem einfachen, als leichtem Tischwein bekannten trockenen Valpolicella mehr Komplexität und Opulenz zu verleihen. Nach den ersten Erfolgen ließ sich Masi die Bezeichnung „Ripasso“ weltweit als Wortmarke eintragen. Nach jahrelangen Auseinandersetzungen mit konkurrierenden Weingütern, die „Ripasso“ für eine nicht schützbare Bezeichnung für ein althergebrachtes Produktionsverfahren hielten, übertrug Masi seine Wortrechte 2006 an die Handelskammer Verona (Camera di Commercio di Verona). „Ripasso“ wird seither von allen Weingütern verwendet, die sich im Anbaugebiet dieses Vinifizierungsverfahrens bedienen. 
Masi modifizierte die Herstellungsmethode 1984, indem es nicht die Maische des Amarone zusetzt, sondern getrocknete Trauben (Appassimento), um den bitteren Grundton zu vermeiden. Weitere Qualitätshersteller wie Allegrini folgten. Diese Weine werden als „Rosso del Veronese IGT (Indicazione Geografica Tipica)“ ohne den Zusatz „Ripasso“ angeboten.

## Anbau
Der Anbau und die Vinifikation ist in den Gemeinden Marano di Valpolicella, Fumane, Negrar, Sant’Ambrogio di Valpolicella, San Pietro in Cariano, Dolcè, Verona, San Martino Buon Albergo, Lavagno, Mezzane, Tregnago, Illasi, Colognola ai Colli, Cazzano di Tramigna, Grezzana, Pescantina, Cerro Veronese, San Mauro di Saline und Montecchia di Crosara bzw. in Teilen davon gestattet. Sie alle liegen in der Region Venetien.

## Erzeugung
Folgende Rebsorten dürfen für die Produktion verwendet werden:
- 45–95 % Corvina Veronese (darf durch höchstens 50 % Corvinone ersetzt werden)
- 5–30 % Rondinella
- Höchstens 15 % andere rote Rebsorten, die für den Anbau in der Provinz Verona zugelassen sind, dürfen zugesetzt werden (wie zum Beispiel Dindarella). Einzelne Rebsorten dürfen zu nicht mehr als 10 % enthalten sein.
- Höchstens 10 % andere autochthone rote Rebsorten, die für den Anbau in Italien zugelassen sind, dürfen zugesetzt werden.

## Beschreibung
Laut Denomination (Auszug):
- Farbe: tiefrot, tendiert mit zunehmender Reife zu granatrot
- Geruch: charakteristisch, mit angenehmem Duft
- Geschmack: voll, samtig, körperreich
- Alkoholgehalt: mindestens 12,5 Vol.-%, mit einem Rest von mindestens 0,6 % potentiellem Alkoholgehalt; für „Superiore“ 13 Vol.-%
- Säuregehalt: mind. 5,0 g/l
- Trockenextrakt: mind. 24,0 g/l; für „Superiore“ 26 g/l